# Вилард Френк Либи
Вилард Френк Либи (енгл. Willard Frank Libby; Гранд Вели, 17. децембар 1908 – 8. септембар 1980) био је амерички физички хемичар, запажен по својој улози у развоју методе одређивања старости органских материја помоћу радиоактивног угљеника 1949. године, процесу који је револуционарно допринео археологији и палеонтологији. За допринос тиму који је развио овај процес, Либи је 1960. године добио Нобелову награду за хемију.
Дипломирао је хемију на Калифорнијском универзитету у Берклију 1931. године, на којем је 1933. докторирао, проучавао је радиоактивне елементе и развио осетљиве Гајгерове бројаче за мерење слабе природне и вештачке радиоактивности. Током Другог светског рата радио је на пројекту Менхетн на Универзитету Колумбија, развијајући процес гасне дифузије за обогаћивање уранијума.
После рата, Либи је прихватио професуру на Институту за нуклеарне студије Универзитета у Чикагу, где је развио технику за датирање органских једињења помоћу угљеника-14. Такође је открио да се трицијум на сличан начин може користити за датирање воде, а самим тим и вина. 1950. постао је члан Генералног саветодавног комитета Комисије за атомску енергију. За комесара је именован 1954. године, поставши једини научник. Стао је на страну Едварда Телера у спровођењу програма судара за развој хидрогенске бомбе и учествовао је у програму Атоми за мир.
Либи је поднео оставку у Комисији за атомску енергију 1959. године и постао професор хемије на Калифорнијском универзитету у Лос Ангелесу, а ту је функцију обављао до пензионисања 1976. године. 1962. године постао је директор Института за геофизику и планетарну физику Универзитета у Калифорнији. Први програм инжењерства заштите животне средине започео је 1972. године, а као члан Одбора за ваздушне ресурсе у Калифорнији радио је на развоју и побољшању калифорнијских стандарда загађења ваздуха.

## Детињство, младост и каријера
Вилард Френк Либи рођен је у Гранд Велију у Колораду 17. децембра 1908. године, као син фармера Оре Едварда Либија и његове супруге Еве Меј (рођене Риверс). Имао је два брата и две сестре. Либи је своје образовање започео у двособној школи у Колораду. Када је имао пет година, преселили су се у Санта Росу у Калифорнији. Похађао је средњу школу Анали у Себастополу, где је дипломирао 1926. Либи, која је био висок 188 cm, играо је обарача у средњошколском фудбалском тиму.
Године 1927. уписао се на Универзитет у Калифорнији, Беркли, где је завршио 1931. године, и докторирао 1933. године, са докторском тезом „Радиоактивност обичних елемената, посебно самаријума и неодимијума: метода детекције“ под надзором Вендела Мичела Латимера. Независно од дела Ђерђа де Хевеша и Макса Пала, открио је да се природни дуговечни изотопи самаријума првенствено распадају емисијом алфа честица.
Либи је именован за инструктора на Одељењу за хемију на Универзитету у Калифорнији, Беркли, 1933. године. Тамо је постао доцент хемије 1938. Провео је 1930-е градећи осетљиве Гајгерове бројаче за мерење слабе природне и вештачке радиоактивности. Придружио се Берклијевом братству ΑΧΣ 1941. Те године добио је Гугенхајм стипендију, и изабран за рад на Универзитету Принстон.

## Пројекат Менхетн
Осмог децембра 1941. године, дан након јапанског напада на Перл Харбор, Либи је добровољно понудио своје услуге нобеловцу Харолду Јурију. Јури је уредио да Либи добије дозволу са Калифорнијског универзитета у Берклију и да му се придружи на пројекту Менхетн, ратном пројекту за развој атомских бомби. Током свог боравка у области Њујорка, Либи је био становник Лионије у држави Њу Џерзи.

## Датирање органских једињења помоћу радиоактивног угљеника
После рата, Либи је прихватио понуду Универзитета у Чикагу за професорско место на Одељењу за хемију на новом Институту за нуклеарне студије. Вратио се предратним испитивањима радиоактивности. 1939. године, Серџ Корф је открио да космички зраци генеришу неутроне у горњим слојевима атмосфере. Они у интеракцији са азотом-14 у ваздуху производе угљеник-14 :
1n+ 14N  → 14C+ 1p
Време полураспада угљеника-14 је 5.730 ± 40 година. Либи је схватио да када биљке и животиње угину, оне престају да уносе свеж угљеник-14, дајући тако било ком органском једињењу уграђени нуклеарни сат. Своју теорију објавио је 1946, и проширио је у својој монографији Датирање радиоактивним угљеником 1955. Такође је развио осетљиве детекторе зрачења који би могли да користе ову технику. Тестови на секвојама са познатим датумима из њихових прстенова показали су да је датирање радиоактивним угљеником поуздано и тачно. Техника је револуционирала археологију, палеонтологију и друге дисциплине које се баве древним артефактима. 1960. године добио је Нобелову награду за хемију „за своју методу употребе угљеника-14 за одређивање старости у археологији, геологији, геофизици и другим гранама науке“. Такође је открио да се трицијум на сличан начин може користити за датирање воде, а самим тим и вина.

## Комисија за атомску енергију
Председник Комисије за атомску енергију Гордон Дин именовао је Либија за Општи саветодавни комитет 1950. Године 1954. председник Двајт Д. Ајзенхауер именовао га је за повереника Комисије. Либи и његова породица преселили су се из Чикага у Вашингтон. Као повереник, Либи је играо важну улогу у промоцији Ајзенхауеровог програма Атоми за мир, и био је део делегације Сједињених Држава на Женевским конференцијама о мировној употреби атомске енергије 1955. и 1958. 
Као једини научник међу пет повереника Комисије, Либи је пазио да брани став Ајзенхауерове администрације о атмосферским нуклеарним испитивањима. Тврдио је да су опасности од зрачења од нуклеарних тестова мање од опасности од рентгенског снимања грудног коша, али његови аргументи нису успели да убеде научну заједницу или увере јавност. 

## Универзитет Калифорније у Лос Анђелесу
Либи је дао отказ у Комисији 1959. године, и постао је професор хемије на Калифорнијском универзитету у Лос Анђелесу, и ту је функцију обављао до пензионисања 1976. 1962. године постао је директор Института за геофизику и планетарну физику Универзитета у Калифорнији, и ту функцију је обављао до 1976. Његово време као директора обухватало је свемирски програм Аполо и слетање на Месец. 
Либи је започео први програм инжењерства заштите животне средине на универзитету 1972. године. Као члан Калифорнијског одбора за ваздушне ресурсе, радио је на развоју и побољшању калифорнијских стандарда загађења ваздуха. Успоставио је истраживачки програм за испитивање хетерогене катализе са идејом смањења емисија из моторних возила потпунијим сагоревањем горива. Избор Ричарда Никсона за председника 1968. године произвео је спекулације да би Либи могао бити именован за председничког саветника за науку. Уследила је бура протеста научника који су сматрали да је Либи превише конзервативан и понуда није дата.
Иако се Либи повукао и постао емеритус професор 1976. године, професионално је остао активан до своје смрти 1980.

## Награде и почасти
Либи је био изабрани члан Националне академије наука, Америчке академије уметности и науке и Америчког филозофског друштва. Поред Нобелове награде, добио је бројне почасти и награде, укључујући Чендлерову медаљу Универзитета Колумбија 1954. године, Ремсенову награду за предавање 1955. године, награду двестогодишњице Градског колеџа у Њујорку 1956. године, медаљу Елиот Кресон Института Френклин 1957. године, награду Вилард Гибс Америчког хемијског друштва 1958. године, награду Џозеф Пристли од Дикинсон Колеџа и медаљу Алберт Ајнштајн 1959. године, медаљу Артур Л. Деј Геолошког друштва Америке 1961. године, награду Златна плочица Америчке академије за постигнућа 1961. године, Златну медаљу Америчког института хемичара 1970. године, и Леманову награду Њујоршке академије наука 1971. Изабран је за члана Националне академије наука 1950. године. Библиотека гимназије Анали има мурал Либи, а у његову част именовани су градски парк Себастопола и оближњи аутопут. Његов рад о датирању радиоактивним угљеником из 1947. године почаствован је Наградом за хемијски продор од стране Одељења за историју хемије Америчког хемијског друштва која је уручена Универзитету у Чикагу 2016.

## Лични живот
1940. године Либи се оженио са Леонор Хики, наставницом физичког васпитања. Имали су ћерке близнакиње, рођене 1945.
1966. године Либи се развео од Леонор и оженио са Леоном Вудс Маршал, угледном нуклеарном физичарком која је била једна од првобитних градитеља првог нуклеарног реактора на свету. Придружила му се на универзитету као професор инжењерства заштите животне средине 1973. године. Кроз овај други брак стекао је два посинка, децу из њеног првог брака.
Либи је преминуо у Медицинском центру у Лос Анђелесу 8. септембра 1980. године, од крвног угрушка у плућима компликованог упалом плућа. Његови радови налазе се у истраживачкој библиотеци Универзитета. Седам томова његових радова уредили су Леона и Рајнер Бергер и објавили их 1981.